# NApAnt Almirante Saldanha

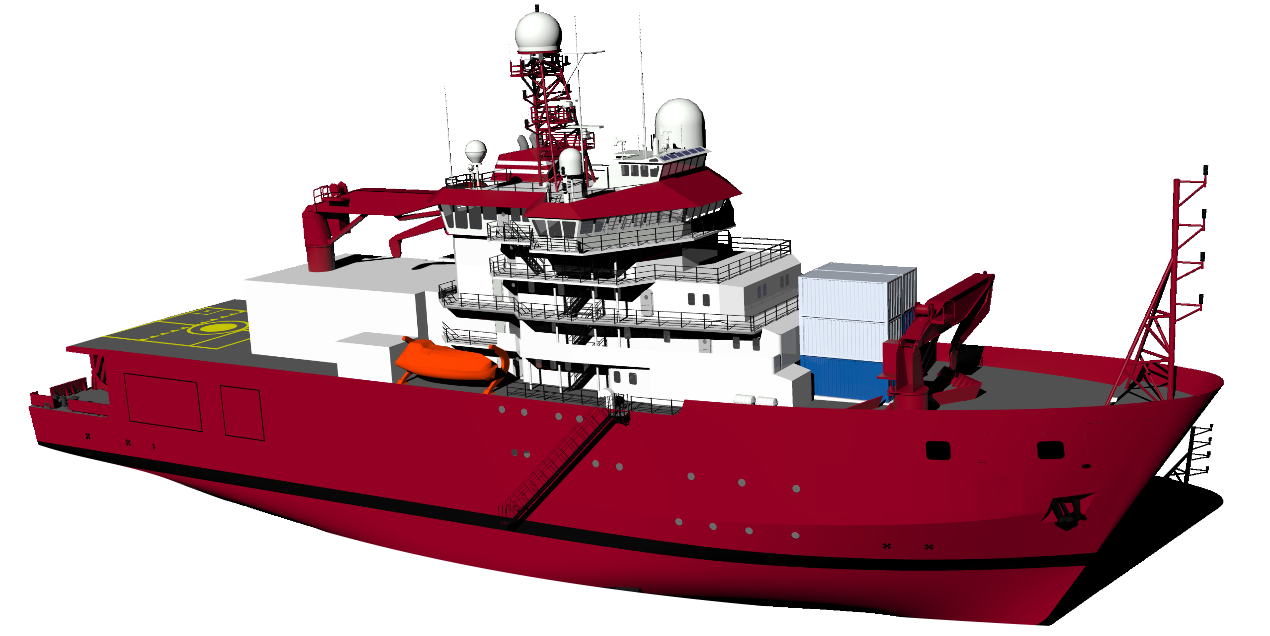
Modelo do navio

'Almirante Saldanha' é um Navio de Apoio Antártico (NApAnt) em construção para a Marinha do Brasil. Seu nome é uma homenagem a Luiz Philippe Saldanha da Gama, a homenagem refere-se ao Contra-Almirante Luiz Philippe Saldanha da Gama, nascido no Rio de Janeiro em 1846, que ingressou na MB em 1861. Em sua carreira naval destacou-se em diversas oportunidades como na Campanha do Uruguai (1864-1865) e na Guerra da Tríplice Aliança (1865-1870). 
Seu projeto tem como base o RV Investigator um navio australiano de pesquisa marinha e que foi construído em Cingapura. O navio brasileiro está em construção no Estaleiro Jurong Aracruz (EJA)
O navio estará equipado com equipamentos como ecobatímetros multifeixe e monofeixe de tripla frequência, estação meteorológica automática, termosalinográfo e MVP (Moving Vessel Profile) para estudos detalhados da região Antártica e contará com casco reforçado para navegar em campos de gelo para poder operar na região onde se localiza a Estação Antártica Comandante Ferraz (EACF), no Espírito Santo, e o contrato de aquisição foi assinado em 13 de junho de 2022 com previsão de entrega para 2025..